# Charmes (Aisne)
Charmes es una comuna francesa, situada en el departamento de Aisne, de la región de Alta Francia.

## Demografía
| 1 924 | 1 910 | 1 778 | 1 751 | 1 855 | 1 749 | 1693 | 1 631 |
| Para los censos de 1962 a 1999 la población legal corresponde a la población sin duplicidades (Fuente: INSEE [Consultar]) |       |       |       |       |       |      |       |